# كريس براون (لاعب كرة قدم مواليد 1977)
كريس براون (بالإنجليزية: Chris Brown)‏ هو لاعب كرة قدم أمريكي في مركز الوسط، ولد في 10 مارس 1977 في بورتلاند في الولايات المتحدة. لعب مع ريال سولت ليك وسان خوسيه إيرثكويكس وسبورتينغ كانساس سيتي ونيو إنغلاند ريفولوشن.

## وصلات خارجية
- كريس براون (لاعب كرة قدم مواليد 1977) على موقع الدوري الأمريكي (الإنجليزية)
- كريس براون (لاعب كرة قدم مواليد 1977) على موقع قاعدة بيانات كرة القدم.إي يو (الإنجليزية)
- كريس براون (لاعب كرة قدم مواليد 1977) على موقع أوليمبيديا (الإنجليزية)